# 乌江镇 (和县)
乌江镇，是中国安徽省马鞍山市和县下属的一个镇，位于和县东北，与南京市接壤，面积141平方公里，人口7万人，下辖11个行政村和4个社区居委会。乌江镇为项羽自刎处。
浦口區乌江镇与和县乌江镇原属于一个城镇，后行政分开分属两地，位于长江北岸。
前202年初，刘邦在楚汉之争中胜出，楚霸王项羽在乌江地觉得沒有面目見江東父老，“不肯过江东”。項羽命令士兵全部下馬步戰，最後楚軍全部戰死，項羽獨自力戰漢軍，殺數百人，但也受了幾十處傷。這時他看到老朋友呂馬童，便說「聽說漢用千金的價格、萬戶侯的地位懸賞我的人頭，我就做個人情給你吧」，然後自刎而死。
乌江从此因为是霸王自刎之地而闻名于世，众多历史小说与影视戏剧从此取材。如霸王别姬等。

## 行政区划
乌江镇下辖以下地区：
鼓南社区、惠北社区、濮集社区、四联社区、驻马村、百姓村、石山村、建设村、宋桥村、黄坝村、卜陈村、金马村、新濮村、新圩村和周集村。